# Paul Wiese (Fußballspieler)
Paul Wiese (* 28. August 2000 in Rostock) ist ein deutscher Fußballspieler.

## Werdegang
Wiese spielte schon als Sechsjähriger für den F.C. Hansa Rostock und durchlief ab der F-Jugend alle Altersstufen. In der Saison 2018/19 trainierte er als A-Jugendlicher in der Profimannschaft der Rostocker mit und begleitete das Team ins Wintertrainingslager nach Belek. Am drittletzten Spieltag der Saison stand der Rechtsverteidiger erstmals im Drittligakader beim Auswärtssieg gegen den Tabellenführer VfL Osnabrück und kam im letzten Spiel der Saison nach seiner Einwechslung für Maximilian Ahlschwede beim VfR Aalen schließlich zu seinem Debüt. Zur Saison 2019/20 gehört er fest zum Kader der ersten Mannschaft, erhielt aber zunächst weitere Einsatzzeiten in der Reservemannschaft Hansas in der Oberliga Nordost, um dort Spielpraxis zu erlangen. In der Winterpause 2019/20 unterschrieb Wiese seinen ersten Profivertrag bei Hansa Rostock. Die Laufzeit dieses Arbeitspapiers war bis Juni 2022 gültig. Um mehr Einsatzmöglichkeiten zu erhalten, als bei Hansas Reserve oder in der 1. Herrenmannschaft der Rostocker, verlieh der Verein von der Ostseeküste den Defensivspieler für ein Jahr bis 2021 an den in der Regionalliga West angesiedelten Bonner SC.
Im Januar 2021 lösten Wiese und Hansa Rostock den bis 2022 gültigen Vertrag auf. Somit kehrt er nach Ablauf der Saison 2020/21 in Bonn nicht mehr zu den Mecklenburgern zurück. Aufgrund eines erhaltenen Fußball-Stipendiums an der University of Virginia zieht es Wiese in die USA, wo er nebst dem Studium in der College-Liga kicken wird.